# Eva Schweikart
Eva Schweikart (* 6. November 1959 in Schwäbisch Hall) ist eine deutsche Übersetzerin.

## Leben
Eva Schweikart absolvierte eine Übersetzerausbildung in Heidelberg. Anschließend war sie im Verlagswesen tätig, u. a. im Lektorat für populärwissenschaftliche Sachbücher. Seit 1997 arbeitet sie als freie Übersetzerin, Lektorin und Gutachterin. Schweikart übersetzt Belletristik, Kinder- und Jugendbücher, Bilderbücher und Sachbücher aus dem Niederländischen und Englischen ins Deutsche.
Sie lebt in Hannover und ist Mitglied im Verband deutschsprachiger Übersetzer literarischer und wissenschaftlicher Werke sowie im Netzwerk BücherFrauen.
Ehrungen
- Christoph-Martin-Wieland-Übersetzerpreis

## Bearbeitete Werke
- Jack Challoner: Energie, Hildesheim 1993
- Steve Parker: Menschlicher Körper, Hildesheim 1994
- Kristen Lippincott: Astronomie, Hildesheim 1995
- Nick Clifford: Gewaltige Erde, Hildesheim 1997
- Douglas Hill: Hexen & Zauberer, Hildesheim 1997
- Jemima Parry-Jones: Greifvögel & Eulen, Hildesheim 1997
- Philip Wilkinson: Kühne Konstruktionen, Hildesheim 1997
- Brian Lane: Verbrecher und Detektive, Hildesheim 1998
- Kathleen Berton Murrel: Rußland, Hildesheim 1998
- Jimmy Symonds: Der Glöckner von Notre-Dame, Hildesheim 1998
- Anne Davis: Zu Gast in der Provence, Erfurt [u. a.] 1999
- Owen Davis: Hotels in Spanien, Erfurt [u. a.] 1999
- Mia Dekeersmaeker: Zu Gast in Dordogne & Südwesten, Erfurt [u. a.] 1999
- Clive Gifford: Roboter, Hildesheim 1999
- Andrew Langley: Sturm auf die Burg, Hildesheim 1999
- Neil Philip: Mythen visuell, Hildesheim 1999
- Neil Philip: Mythologie, Hildesheim 1999
- Richard Platt: Versunkene Schiffe, Hildesheim 1999
- Melanie Rice: Pompeji, Hildesheim 1999
- Michael Tambini: Zukunft, Hildesheim 1999
- Jack Challoner: Stürme, Fluten & Lawinen, Hildesheim 2000
- Anne Davis: London-Impressionen, Erfurt [u. a.] 2000
- Clive Gifford: Medien & Kommunikation, Hildesheim 2000
- Richard Platt: Mount Everest, Hildesheim 2000
- Richard Platt: Der Untergang des Aztekenreichs, Hildesheim 2000
- Robert Schron: Hotels in Frankreich, Erfurt [u. a.] 2000
- Brenda Williams: Daten, Fakten und Rekorde, Köln 2000
- Peter Chrisp: Christoph Kolumbus, Hildesheim 2001
- Fiona MacDonald: Kleopatra, Hildesheim 2001
- Richard Platt: Julius Caesar, Hildesheim 2001
- Brian Ward: Seuchen, Hildesheim 2001
- Simon Adams: Der Zweite Weltkrieg, Hildesheim 2002
- Peter Chrisp: Shakespeare, Hildesheim 2002
- Richard Platt: Elektrizität, Hildesheim 2002
- Rezepte für Kinderfeste, Köln 2004
- Laura Buller: Ernährung, Hildesheim 2006
- Claire Watts: Naturkatastrophen, Hildesheim 2007
- Chris Cooper: Kriminalistik, Hildesheim 2009

## Übersetzungen
- Ali Baba und die Vierzig Räuber, Köln 1994
- Anne Frank. Ravensburg 2002
- Vera de Backker: Berts großes Geheimnis, Ravensburg 1995
- Vera de Backker: Wohin mit Wuff? Ravensburg 1994
- Sanne de Bakker: Mozart – ein Wunderkind auf Reisen. München 2006
- Bambi, Köln 1994
- Russel Benfanti: Coole Flieger, Hamburg 2007
- James Bentley: Die schönsten Dörfer Burgunds, Hildesheim 1999 (übersetzt zusammen mit Hans-Jürgen Schweikart)
- James Bentley: Die schönsten Dörfer Englands, Hildesheim 2000
- Paul Biegel: Der Räuber Hupsika, Stuttgart 2011
- Ken Blackburn: Papierflieger für Kids, Köln 1999
- Guido Bottinga: Eine Schwester aus heiterem Himmel, Hamburg 2008
- Fleur Bourgonje: Damals am Deich, München 2001
- Fleur Bourgonje: Die Frau auf dem Felsen, München 2001
- Fleur Bourgonje: Ostwind, Königskind, München 2000
- Roger Bridgman: Technik, Hildesheim 1996 (übersetzt zusammen mit Hans-Jürgen Schweikart)
- Gillian Chapman: Bären-Adventskalender, Köln 2006
- Gillian Chapman: Pinguin-Adventskalender, Köln 2007
- Charles Chesshire: Clematis, München 2001
- Bruce Coville: Der magische Monsterring, Ravensburg 2007
- Däumelinchen, Köln 1994
- Anne Davis: Hotels in Italien, Erfurt 2000
- Anne Davis: Zu Gast in der Toskana, Erfurt 2001 (übersetzt zusammen mit Hans-Jürgen Schweikart)
- Paul De Moor: Warum die Schildkröte einen Panzer hat, Frankfurt am Main 2007
- Julia Donaldson: Steinchen und Mammut, Mannheim 2011
- Drachenland und Zauberwald, Köln 2012 (übersetzt zusammen mit Monika Harand-Krumbach)
- Die drei Musketiere, Köln 1995
- Pierre Eggels: Kreative Schreibrezepte, Offenburg 2011
- Alice Fuldauer: Fatale Liebe, Hamburg 1995
- Simon van der Geest: Der Sommer, in dem ich berühmt werde (ohne dass meine Eltern es merken), Hamburg 2011
- Annemarie van Gelder: Die Halbschwester, München 2005
- Hilde E. Gerard: Heinrich Ooooh und die Gemüse-Vampire, Stuttgart 2014
- Hilde E. Gerard: Heinrich Ooooh und die Schwarzen Sieben, Stuttgart 2013
- Goldlöckchen und die drei Bären, Köln 1998
- Sunny Graff: Mädchen sind unschlagbar, Ravensburg 2001
- Donald Grant: Die Wüste, Mannheim [u. a.] 2001
- John Gribbin: Raum & Zeit, Hildesheim 2001
- Sherri Haab: Nail art, Hamburg 2007
- Handmal-Tricks, Hamburg 2006
- Red Hansen: Was sagt die Uhr?, Hamburg 2006
- John Hedgecoe: Meisterwerke der Gartenkunst, Hildesheim 1997
- Adam Hibbert: Spinnen und Insekten, Bindlach 2001
- Laura Huliska Beith: Bau dir was, Hamburg 2006
- Nicolle van den Hurk: Hallo, wo seid ihr?, Ravensburg 1994
- Liz Hutnick: Action-Bänder, Hamburg 2006
- Liz Hutnick: Glitzerkronen für kleine Prinzessinnen, Hamburg 2006
- Liz Hutnick: Großer Klebespaß mit Moosgummi, Hamburg 2007
- Liz Hutnick: Kuschelweiche Pompon-Tiere, Hamburg 2006
- Liz Hutnick: Super-Perlen, Hamburg 2006
- Theresa Hutnick: Zauberhafte Glitzerpüppchen, Hamburg 2007
- Colin Hynson: Magellan und die Eroberung von Mittel- und Südamerika, München 2001
- KinderQuiz Weltreise, Köln 2003 (übersetzt zusammen mit Hans-Jürgen Schweikart)
- Kinderweltatlas, Frechen 2001
- Timothy Knapman: Meine wilde Abenteuer-Insel, Mannheim 2012
- Erwin J. O. Kompanje: Der Penisverkürzer ... und andere Merkwürdigkeiten aus 500 Jahren Medizingeschichte, München [u. a.] 2011
- Bert Kouwenberg: Kodo, Düsseldorf  2008
- Elena Kucharik: Mein großer Kaufladen, Köln 1999
- Peter Lafferty: Kraft & Bewegung, Hildesheim 1993 (übersetzt zusammen mit Hans-Jürgen Schweikart)
- David Lambert: Dinosaurier, London [u. a.] 2000
- John Long: Dinosaurier, Hamburg 2007
- Paul van Loon: Fuxia, die Minihexe, Frankfurt am Main 2006
- Paul van Loon: Der Gruselbus, Würzburg

1. (2002)
2. (1997)
3. (1998)
4. (1998)
5. (1999)
6. (2004)

- Paul van Loon: Klassenfahrt in den Schwefelwald, Münster 2010
- Paul van Loon: Die Nacht des Wolfes, Würzburg 2001
- Paul van Loon: Rölfchen Werwölfchen, Würzburg 1999
- Paul van Loon: Rölfchen Werwölfchen und die Vollmondnacht, Frankfurt am Main 2004
- Paul van Loon: Die Stunde des Vampirs, Würzburg 2001
- Paul van Loon: Das Vampirhandbuch, Würzburg 1998 (übersetzt zusammen mit Hans-Jürgen Schweikart)
- Paul van Loon: Viktor, der kleine Werwolf, Münster 2010
- Paul van Loon: Viktor Werwolf und der unheimliche Geisterjäger, Münster 2011
- Paul van Loon: Voodoo in der alten Villa, Würzburg 1999 (übersetzt zusammen mit Hans-Jürgen Schweikart)
- Trevor Lord: Das Riesenbuch der Rennautos, München 2002
- Magisches Malen, Hamburg 2007
- James Mayhew: Mirandas Insel, Hildesheim 1996
- Beverly McMillan: Haie, Hamburg 2009
- Cliff McNish: Rachel im Bann der Hexe, Würzburg 2002
- Cliff McNish: Rachel und das Versprechen des Zauberers, Würzburg 2003
- Cliff McNish: Rachel und die Rache des Hexenclans, Würzburg 2002
- Richard Mead: Piraten – Schrecken der Meere, Bindlach 2001
- Mein erstes Tierlexikon, Köln 1999 (übersetzt zusammen mit Hans-Jürgen Schweikart)
- Mein großes Vorschulbuch, Köln 2002 (übersetzt zusammen mit Cornelia Panzacchi)
- Menschenaffen, Stuttgart 2013
- Ann Newmark: Chemie, Hildesheim 1993 (übersetzt zusammen mit Hans-Jürgen Schweikart)
- Martine Nijhoff: Mein lieber Herr Bellmann, Frankfurt am Main 2005
- Clare Oliver: Raubfische und andere Meerestiere, Bindlach 2001
- Jason Page: Burgen und Verliese, Bindlach 2001
- Jasminka Petrović: Sex für Einsteiger, Hamburg 2007
- John Pfahl: Das andere Eden, Hildesheim 2003
- Sander Pleij: Wenn Männer Kinder kriegen, München 2004
- Steve Pollock: Ökologie, Hildesheim 1994 (übersetzt zusammen mit Hans-Jürgen Schweikart)
- Die Prinzessin auf der Erbse, Köln 1994
- Luc Quisenaerts: Hotels zum Verlieben in Frankreich, Erfurt [u. a.] 2001 (übersetzt zusammen mit Hans-Jürgen Schweikart und Barbara Heller)
- Ronne Randall: Spannende Tierwelt, Hamburg 2007
- Ton van Reen: Eine Freundin für immer und ewig, Würzburg 2000 (übersetzt zusammen mit Hans-Jürgen Schweikart)
- Daan Remmerts de Vries: Ein schwedischer Sommer, Mannheim 2011
- Fiona Rempt: Vertauscht, Stuttgart 2014
- Hetty van de Rijt: Öhrchen im Bauch, München 2003
- Hetty van de Rijt: Oje, ich wachse!, München 2005 (übersetzt zusammen mit Regine Brams)
- Robinson Crusoe, Köln 1995
- Charlotte Roederer: Die fünf Sinne, Mannheim 2002
- Charlotte Roederer: Im Krankenhaus, Mannheim 2001
- Rotkäppchen, Köln 1998
- Roger H. Schoemans: Löwentochter, Mannheim 2011
- Joep P. M. Schrijvers: Das Ratten-Prinzip, München 2004
- Pascal Sienaert: Extreme Gefühle, München 2006
- Vic Sjouwerman: Hannes baut ein Haus, Hildesheim 1994
- Philip Snijder: Sonntagsgeld, Berlin 2008
- Spaß mit Mathe, Köln 1999 (übersetzt zusammen mit Hans-Jürgen Schweikart)
- Philip Steele: Entdecke die Welt der Piraten, Köln 2001
- Mathilde Stein: Rudi rettet Weihnachten, Frankfurt am Main 2014
- Jeannette van der Stelt: Hurra, ich spreche!, München 2003
- Susan Swan: Schattenspiele, Hamburg 2007
- Barbara Taylor: Tiere im Wald, München 2001
- Jan Terlouw: Kriegswinter, Stuttgart 2012
- Judith Uyterlinde: Eisprung, München 2002
- Herman Van Campenhout: 160 Tage, Frankfurt am Main 2003
- Gerda Van Erkel: Nachtfalter, München 1999
- Luc Van Tolhuyzen: Mörderkind, München 2001
- Hilde Vandermeeren: Aktion Bernie raus, Stuttgart 2013
- Hilde Vandermeeren: Cleos Kästchen, Mannheim 2010
- Patrick van Veen: Hilfe, mein Chef ist ein Affe, München 2011 (übersetzt zusammen mit Barbara Heller)
- Chris Vegter: Mit geballter Faust, München 1999
- Katrien Vervaele: Spuren auf der Haut, Mannheim 2011
- Simone van der Vlugt: Am hellichten Tag, München 2011
- Simone van der Vlugt: Finsternis, München 2008
- Simone van der Vlugt: Kalte Freundschaft, München 2010
- Simone van der Vlugt: Klassentreffen, München 2006
- Simone van der Vlugt: Rettungslos, München 2009
- Simone van der Vlugt: Schattenschwester, München 2007
- Simone van der Vlugt: Was sie nicht weiß, München 2013
- Voll losgeklebt und angemalt, Hamburg 2006
- Vorschule mit Pfiff, Köln 1999

1. Erstes Wissen
2. Farben
3. Mein Körper
4. Tiere
5. Die Uhrzeit

- Helen Vreeswijk: Chatroom-Falle, Bindlach 2009
- Jeffrey Wijnberg: Couch ade!, München 2005
- Jeanne Willis: Kalle Mäuserich, Düsseldorf 2007
- Debora Zachariasse: Daffodil – Liebe, ich und alles, Düsseldorf 2004
- Debora Zachariasse: Flüsterherz, Münster 2011
- Debora Zachariasse: Das Tagebuch von Daffodil, Düsseldorf 2004